# Церковь Святого Михаила Архангела (Сонгъяе)
Церковь святого Михаила Архангела (тайск.  วัดอัครเทวดามีคาแอล ณ บ้านหนองซ่งแย้, Wat Akhan Thewada Mikha-el na Ban Nong Songyae) — католическая церковь, находящаяся в селении Бан Нонгсонгъяе, провинция Ясотхон, Таиланд. Самая большая деревянная церковь в Таиланде. Министерство туризма Таиланда внесло церковь святого Михаила Архангела в реестр культурного наследия.

## История
Исторические сведения о церкви известны из воспоминаний католического миссионера апостольского викария Лаоса епископа Клода-Филиппа Байе, который упоминает о католической общине в деревне Бан Нонгсонгъяе. Согласно Клоду-Филиппу Байе в 1908 году в Бан Нонгсонгъяе поселились первые пять католических семей. Эти семьи ежемесячно посещали католические миссионеры, которые постепенно обустроили себе в селении временное жилище. В 1909 году дом миссионеров стал временной католической часовней. В 1913 году численность католиков в Бан Нонгсонгъяе увеличилась до пятнадцати семей. В 1914 году после начала Первой мировой войны французские миссионеры были призваны в армию и местную католическую общину обслуживал только один священник, которому помогал катехизатор Най Сиангтан. В 1919 году, когда численность католиков в деревне возросла до 400 человек, была построена небольшая церковь, которая использовалась несколько лет. Вскоре возникла необходимость в постройке нового третьего храма в Бан Нонгсонгъяе. Эта церковь пострадала во время пожара и после восстановления была значительно расширена.
В 1936 году католическая община в Бан Нонгсонгъяе купила древесину для строительства нового храма. Закупленный строительный материал был конфискован местными властями, поэтому католическая община использовала старый третий храм до 1947 года, когда началось строительство четвёртого современного храма, который был построен в 1953 году. 25 апреля 1953 года состоялось освящение храма, которое совершил епископ Клод-Филипп Байе.
Церковь несколько раз ремонтировалась. Последний ремонт был в 2006 году в преддверии празднования 100-летнего пребывания католиков в Бан Нонгсонгъяе.
В настоящее время в храме регулярно проходят католические богослужения. При храме действует средняя школа «Songyae Wittaya» и небольшой музей.

## Источник
- Christianity in Thailand: Christian Missionaries in Thailand, Church Buildings in Thailand, Roman Catholic Church in Thailand, Church of the Province of South East Asia, Roman Catholicism in Thailand, Alfred James Broomhall, St Michael’s Church, Songyae, 2011, ISBN 1156041791
- Christianity in Thailand: Christian Missionaries in Thailand, Church Buildings in Thailand, Roman Catholic Church in Thailand